# Корнєєв Ігор Володимирович
Ігор Володимирович Корнєєв (рос. Игорь Владимирович Корнеев, нар. 4 грудня 1967, Москва) — російський футболіст, що грав на позиції півзахисника. Футболіст року в Росії (1991). Виступав, зокрема, за клуби ЦСКА (Москва), «Барселону» та «Феєнорд», а також збірні СРСР, СНД та Росії.
По завершенні ігрової кар'єри — футбольний тренер та функціонер. Заслужений тренер Росії (2009).

## Клубна кар'єра
Народився 4 грудня 1967 року в місті Москва. З дитинства вболівав за «Торпедо», але є вихованцем московської ДЮСШ «Спартак» (тренер — Віктор Зернов). Грав за дубль «Спартака» і його дочірню команду — «Червону Пресню». У 1986 році став переможцем всесоюзного турніру «Переправа» та кращим бомбардиром турніру у складі ЦСКА
У 1986 році перейшов у ЦСКА-2, а з 1987 року грав за головну команду. До 1991 року став лідером армійців, які змогли виграти останній чемпіонат СРСР і Кубок СРСР, а сам Корнєєв був визнаний найкращим футболістом сезону.
Після розпаду СРСР, незважаючи на інтерес з боку ряду англійських клубів, перебрався в іспанський «Еспаньйол» разом зі своїм одноклубником Дмитром Галяміним і спартаківцем Андрієм Мохом. Трохи пізніше в клуб приходить ще один армієць — Дмитро Кузнєцов. Гравці допомогли клубу не вилетіти в Сегунду в кінцівці сезону 1991/92.
У 1992 році Хав'єр Клементе, який збирав російську четвірку, був звільнений, а на його місце прийшов Хосе Антоніо Камачо, який поступово почав позбуватися від росіян. Ігор активно почав забивати і зміг перейти в «Барселону Б» в 1994 році після того, як отримав статус вільного агента в «Еспаньйолі». Перехід відбувся після випадкової зустрічі в ресторані з Тонні Брюїнсом, асистентом головного тренера «Барселони» Йогана Кройфа. Завдяки відмінній грі в дублі Ігор завоював місце в головній команді (забив один гол у Лізі чемпіонів у чвертьфіналі з «Парі Сен-Жерменом»), де конкурував з сином головного тренера — Йорді Кройфом і румуном Георге Хаджі, але переукласти контракт з командою не зміг.
Потім Корнєєв перейшов в голландський «Геренвен», де за два сезони постійної гри в основі звернув на себе увагу «Феєнорда». З цією командою футболіст виграв чемпіонат Нідерландів 1998/99 і Кубок УЄФА 2001/02.
Завершив професійну ігрову кар'єру у клубі «НАК Бреда», за який недовго виступав у 2002 році.

## Виступи за збірні
21 травня 1991 року дебютував в офіційних іграх у складі національної збірної СРСР у товариському матчі проти англійців (1:3). Разом з командою здобув путівку на чемпіонат Європи 1992 у Швеції, але через розпад СРСР на турнірі взяла участь збірна СНД. На турнірі Корнєєв зіграв в одному матчі проти Шотландії (0:3), а його команда не змогла вийти з групи, після чого припинила своє існування.
З 1993 року виступав за новостворену збірну Росії, у складі якої був учасником чемпіонату світу 1994 року у США, де також зіграв один матч — 28 червня проти Камеруну (6:1), який став останнім для Ігоря у футболці збірної. Вього у формі збірних СРСР, СНД та Росії провів 14 матчів, забивши 3 голи.

## Кар'єра тренера
По завершенні ігрової кар'єри працював тренером у школі «Феєнорд», а з 2006 по 2010 рік — асистентом головного тренера збірної Росії Гуса Гіддінка.
У 2009 році зайняв вакантну посаду спортивного директора в петербурзькому «Зеніті». Після закінчення контракту у 2012 році клуб не став продовжувати з ним угоду (з формулюванням «у зв'язку із скасуванням посади»).
4 березня 2014 року отримав роботу в празькій «Славії» — став радником спортивного (селекційного) відділу, проте влітку того ж року покинув клуб.
В серпні 2016 року став спортивним директором московського «Локомотива».

## Титули і досягнення
- Чемпіон СРСР (1):

ЦСКА (Москва): 1991
- Володар Кубка СРСР (1):

ЦСКА (Москва): 1990–91
- Чемпіон Нідерландів (1):

«Феєнорд»: 1998–99
- Володар Кубка УЄФА (1):

«Феєнорд»: 2001–02